# Велике Єфимово
Велике Єфи́мово (рос. Большое Ефимово) — присілок у складі Верховазького району Вологодської області, Росія. Входить до складу Нижньо-Вазького сільського поселення.

## Населення
Населення — 88 осіб (2010; 104 у 2002).
Національний склад (станом на 2002 рік):
- росіяни — 98 %